# Lerdo de Tejada (municipalité)
La municipalité de Lerdo de Tejada est l'une des 212 municipalités de l'État de Veracruz, et est située dans la partie sud-est de cet État, au Mexique. Celle-ci se trouve sur le littoral du golfe du Mexique, dans la plaine côtière, et fait partie du bassin du fleuve Río Papaloapan, non loin de son embouchure. Son chef-lieu est la ville éponyme de Lerdo de Tejada. Cette municipalité dépend de la région administrative de Papaloapan, qui une des 10 subdivisions administratives de l'État de Veracruz.

## Géographie
La municipalité de Lerdo de Tejada donne au nord sur le golfe du Mexique, et s'étend du nord au sud vers l'intérieur des terres. Sa limite ouest est en partie formée par la rivière Tecolapan, qui se jette dans la lagune d'Alvarado plus à l'ouest, où elle rejoint le fleuve Río Papaloapan. Elle possède un lac sur sa limite orientale, du nom d'El Marqués. Son chef-lieu est la ville éponyme de Lerdo de Tejada, qui se trouve dans la partie sud de son territoire. Celui-ci couvre une superficie de 84,2 km2, et était peuplé en 2020 de 19 123 habitants, pour une densité de 227,1 habitants par km2.
Elle limitrophe à l'ouest des municipalités de Alvarado et de Tlacotalpan, au sud de celle de Saltabarranca, et à l'est de celle de Ángel R. Cabada.

## Composition et démographie
La municipalité était composée en 2020 de 26 localités, dont une seule était considérée comme urbaine, les autres étant rurales.
| Localité              | Population |
| --------------------- | ---------- |
| Lerdo de Tejada       | 17 727     |
| Santa Teresa          | 902        |
| Canal Cuatro          | 217        |
| Bajada de los Apompos | 51         |
| Pocheta               | 47         |
| Reste des localités   | 179        |
| Total population      | 19 123     |

En plus de l'espagnol, plusieurs langues amérindiennes sont parlées dans la municipalité, dont les principales sont par ordre d'importance : le nahuatl, le totonaque, et le zapotèque.

## Histoire

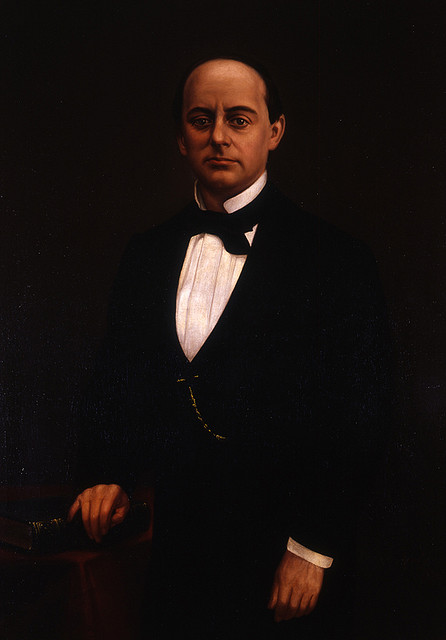
Portrait de Sebastián Lerdo de Tejada

Le nom premier de la ville chef-lieu était San Francisco Naranjal.
Un décret de 1901 désigne la congrégation de Naranjal chef-lieu de la municipalité de Saltabarranca.
La municipalité est créée en 1923 et prend le nom, ainsi que son chef-lieu, de Lerdo de Tejada, du nom de l'ancien président mexicain Sebastián Lerdo de Tejada.

## Économie

### Agriculture et élevage
La superficie des parcelles semées représentait, en 2019 une surface totale de 3 082 hectares, parmi lesquels 2 597 hectares étaient voués à la culture de la canne à sucre, 378 hectares voués à la production de graines de canne à sucre, et 107 hectares voués à la culture du maïs.
En 2019, la production de viande par tonnes comprenait 305,8 tonnes de viande bovine, 76,9 tonnes de viande porcine, 8,8 tonnes de viande ovine, 110,2 tonnes de volailles, et 3,2 tonnes de dinde. La superficie vouée à l'élevage représentait alors 2 011 hectares.